# Broadway Bill
Broadway Bill és una pel·lícula del 1934, dirigida per Frank Capra. La pel·lícula va rebre crítiques positives, com la d'Andre Sennwald al The New York Times que la va descriure com "una comèdia implacable i impertinent, indolorament capritxosa i completament atractiva". Ha estat doblada al català.
En el 1950 el mateix Capra va dirigir un remake titulat Riding High on, en un petit cameo, apareix l'actor Oliver Hardy.

## Argument
Cansat de la monòtona vida d'oficina en l'empresa del sogre, Dan Brooks abandona la casa i opta per dedicar-se exclusivament a la seva passió, els cavalls. Amb l'ajuda de la seva cunyada, Alice, que l'ha seguit, participa en una carrera amb un cavall que mor després haver arribat primer. Dan no es desanima i tempta encara la sort en el món de les carreres de cavalls fins que la dona, farta, demana el divorci. Finalment es casarà amb la cunyada.

## Guió
El guió de Broadway Bill va ser escrit per Robert Riskin i està basat en una obra curta, "Strictly Confidential" del columnist del New York Daily Mirror, Mark Hellinger. Riskin havia escrit guions anteriors de Capra pcom The Miracle Woman (1931), Platinum Blonde (1931), American Madness (1933), Lady for a Day (1933) i Va succeir una nit (It Happened One Night) (1934). Va rebre un premi Oscar per aquesta darrera pel·lícula. Com a propietari de cavalls de cursa i habitual de les pistes, Riskin va poder captar de forma efectiva l'atmosfera i la dinàmica de les curses de cavalls i els tipus de personatges habituals en aquest entorn, com ara els genets, els món dels estables i els jugadors.

## Repartiment
- Warner Baxter (Dan Brooks)
- Myrna Loy (Alice Higgins)
- Walter Connolly (J. L. Higgins)
- Helen Vinson (Margaret)
- Douglass Dumbrille (Eddie Morgan)
- Raymond Walburn (coronel Pettigrew)
- Lynne Overman (Happy McGuire)
- Clarence Muse (Whitey)
- Margaret Hamilton (Edna)
- Frankie Darro (Ted Williams)
- George Cooper (Joe)
- George Meeker (Henry Early)
- Jason Robards, Sr. (Arthur Winslow)
- Ed Tucker (Jimmy Baker)
- Edmund Breese (jutge de pista)
- Clara Blandick (Mrs. Peterson)
- Elinor Fair
- Alice Lake

## Producció i distribució
La pel·lícula va ser produïda per Columbia Pictures Corporation (amb Frank Cabra Production). Broadway Bill es va rodar entre el 18 de juny i el 16 d'agost de 1934, a Tanforan Race Track, a San Bruno, Califòrnia.
Distribuïda per Columbia Pictures, la pel·lícula va aparèixer a les sales cinematogràfiques nord-americanes el 27 desembre 1934 després d'una primera estrena a Nova York el 30 de novembre de 1934.